# 莫顿 (华盛顿州)
莫顿（英文：Morton），是美国华盛顿州刘易斯县下属的一座城市。根据 2000年美国人口普查，该市有人口1,045人。根据2010年美国人口普查，该市有人口1,126人。而2011年估计该市有1,132人。